# Joseph Maréchal
Joseph Maréchal, född 1 juli 1878 i Charleroi, Belgien, död 11 december 1944 i Leuven, Belgien, var en belgisk jesuit och filosof. Han företrädde nythomismen.
Maréchal grundade en filosofisk riktning, transcendental thomism, som till viss del sökte förena Thomas av Aquinos och Immanuel Kants teologiska och filosofiska system. Maréchal har haft betydande inflytande över den tyske teologen Karl Rahners tankevärld.